# Synopeas kovacsi
Synopeas kovacsi är en stekelart som beskrevs av Peter Neerup Buhl 2004. Synopeas kovacsi ingår i släktet Synopeas och familjen gallmyggesteklar. Inga underarter finns listade i Catalogue of Life.